# Hehe (språk)
Hehe är ett bantuspråk som talas av hehefolket i Iringa regionen söder om stora Ruahafloden i Tanzania. 
På hehe kallas språket ikihehe och de som talar språket avahehe. Hehe är trots detta det allmänt vedertagna namnet.
Enligt uppskattningar från 2006 talas språket av drygt 800 000 människor.
Hehe tillhör Bena-Kinga gruppen tillsammans med språken Bena, Pangwa, Sangu, Kinga och Vwanji. 
Hehe och Bena är nära besläktade och betraktas ibland som dialekter.